# 酒令牌
酒令牌，或稱酒牌、酒牌叶子，是中国酒文化中用於酒令的牌具。

## 歷史
酒令牌在牌、籤上有稱為酒約的文字，抽到的酒客須依所寫，讓符合者以規定方式行酒。歷史可追溯到唐朝，被認為是最早的牌類遊戲。宋章渊《槁简赘笔》载有唐人的钓鳖令玩法：在一石盘中盛鱼牌四十枚，牌上刻写不同的鱼名及诗句，与筵者用繫有红丝线的长竹竿钓起鱼牌，录事据牌上字句施行劝罚。凡一钓而得两牌者，可任择其一。如鱼牌中有“巨鳖”一名，诗文为：“海底仙鳖难比俦，黄金顶上有瀛洲，当时龙伯如何钓，虹作长竿月作钩。”钓到此牌者便可劝新进士一满杯。
部分酒令牌上有花色數，可兼作遊戲牌來打牌，例如水滸葉子、博古葉子。一些酒令牌上會有配合插圖的題銘，寓有深意，在文學、繪畫上頗具價值。酒令牌在元朝有安雅堂觥律。至明清而大盛，不少版畫家參與創作，大都取材于市民耳熟能详的小说戏曲，如取自《水浒傳》的水滸葉子、西厢酒牌的《西廂記》。明清時還有博古葉子、列仙酒牌、酣酣齋酒牌等酒令牌。至今四川當地還留傳叫八仙酒令牌的酒令牌。